# Anatra Anasalj-SS
UPOZORNĚNÍ: Tento článek je poněkud zmatený a potřebuje úpravy. Střídá se v něm několik názvů typu letadla (SS, DS, DSS), takže lze jen hádat, o jakém letadle vlastně pojednává. Více o letadlech Anatra na Anatra Anasalj.
Anatra DS Anasalj byl ruský dvousedadlový průzkumný dvojplošník z první světové války. Byl postaven ve firmě Anatra v Oděse v Ruské říši.
Letoun byl vybaven 160 kW motorem Salmson, který byl vyráběn v licenci v Rusku. Letoun poprvé vzlétl 7. srpna 1916 (25. července 1916 podle starého ruského kalendáře). Po dlouhých zkouškách začala produkce až v létě 1917, a do sovětské revoluce v listopadu 1917 bylo vyrobeny zhruba 70 kusů. V březnu 1918 byla jižní Ukrajina obsazena rakousko-uherskými vojsky a továrna v Oděse produkovala další letouny pro Rakousko-Uhersko až do září 1918. V tomto období bylo dodáno 114 kusů, z nichž 23 letounů zůstalo po ukončení první světové války v Československu.
Jeden kus se zachoval a je vystaven v leteckém muzeu Praze-Kbely.

## Technické údaje
- Osádka: dva muži
- Délka: 8,9
- Rozpětí: 12,4 m
- Výška: 3,2 m
- Plocha křídel: 35,0 m²
- Vlastní hmotnost: 808 kg
- Vzletová hmotnost: 1160 kg
- Motor: 1 × Salmson
- Výkon: 160 hp
- Maximální rychlost: 153 km/h
- Výdrž: 3 hodiny 30 min
- Dostup: 4400 m
- Stoupavost: 3,0 m/s
- Výzbroj: 1 × přední kulomet Vickers, 1 × otočný kulomet Vickers pro pozorovatele

## Varianty
- DS - základní typ
- DSS - malý počet letadel se silnějším 160 hp motorem Salmson
- Anatra Anadis - stíhací letoun

## Uživatelé
- Rusko
- Rakousko-Uhersko
- Československo
- Maďarsko
- Polsko
- Sovětský svaz